# Invasiones espartanas del Ática durante la guerra arquidámica
Los reyes espartanos en su política de menoscabar el creciente poder del imperio ateniense, cimentado y afianzado por la Liga de Delos, periódicamente llevaron a cabo una serie de invasiones del territorio del Ática, principalmente, durante la guerra arquidámica (431 a. C.-421 a C.).
Estas invasiones anuales, que tenían lugar desde hacía años, reunían a los dos tercios de cada estado miembro o aliado de la Liga del Peloponeso presidida por Esparta. Distaban mucho de ser eficaces, al margen de minar la moral ateniense, por varios motivos:
- Sus efectos sobre la economía ateniense eran limitados:

1. En primer lugar debido a su carácter discontinuo. Las hubo en 431 a. C., 430 a C., 428 a C. y 427 a C., pero en 429 a C. la evitó el temor a la epidemia que había brotado en Atenas. Igualmente en 426 a C. varios terremotos interpretados como un mal presagio, y en 425 a C. duró sólo quince días debido a que la captura de Pilos provocó el inmediato regreso del ejército peloponésico y desde esa fecha la amenaza de muerte que pendía sobre los lacedemonios capturados en la isla de Esfacteria suspendió definitivamente las invasiones.
2. En segundo lugar, los peloponesios no permanecían el tiempo suficiente en el Ática para causar daños irreparables, porque se hallaban condicionados por las provisiones que llevaban consigo o las que encontraban en el Ática (el máximo tiempo que duró una de estas invasiones fue la del año 430 a. C.) En esta ocasión devastaron toda la región, salvo la Tetrápolis.[1]
3. Además, la destrucción no alcanzó por igual a todas las zonas del Ática, pues por ejemplo no llegaron a los lugares montañosos y de difícil acceso, ni afectaron a todos los cultivos, ya que la tala de olivos y frutales, arrancar arbustos y aplastar vides no sólo era una labor ardua, sino en ocasiones impracticable con los medios de la época, según opinión de Victor Davis Hanson.[2]
4. Es preciso mencionar que los atenienses utilizaron la caballería (hippeía) y los fuertes fronterizos (phroúria) para hostigar al enemigo durante su acción devastadora.
5. El hecho de que Atenas podía resistir casi indefinidamente por el dominio de la ruta del mar Negro, de donde provenía la mayor parte del grano importado por la ciudad.